# Poneasca, Caraș-Severin
Poneasca (maghiară Ponyászka; germană Schöntal) este un sat în comuna Bozovici din județul Caraș-Severin, Banat, România. Se află a pe pârâul cu același nume.